# NGC 7385
NGC 7385 ist eine kompakte Elliptische Galaxie mit aktivem Galaxienkern vom Hubble-Typ E im Sternbild Pegasus. Sie ist schätzungsweise 358 Millionen Lichtjahre von der Milchstraße entfernt und hat einen Durchmesser von etwa 135.000 Lj.
Im selben Himmelsareal befinden sich u. a. die Galaxien NGC 7383, NGC 7386, NGC 7388, NGC 7390.
Das Objekt wurde am 18. Oktober 1784 von dem Astronomen William Herschel mit seinem 18,7 Zoll-Spiegelteleskop entdeckt und später von Johan Dreyer in seinen New General Catalogue aufgenommen.